# Gaspard Monge
Gaspard Monge, Comte de Péluse, francoski matematik, * 10. maj 1746, Beaune, Francija, † 28. julij 1818.
Monge je bil začetnik opisne geometrije. Po njem se imenuje Mongeev postopek (tudi dvočrtni postopek ali postopek pridruženih normalnih/ortogonalnih projekcij), ki na eni skici združuje tloris in naris, po potrebi pa tudi stranski ris.
1. 1 2 3  Record #118784544 // Gemeinsame Normdatei — 2012—2016.
2. ↑  MacTutor History of Mathematics archive — 1994.
3. 1 2  www.accademiadellescienze.it
4. ↑  data.bnf.fr: platforma za odprte podatke — 2011.